# 키드 베일리
키드 베일리(Kid Bailey)는 미국의 델타 블루스 음악가이다. 윌리 브라운이 사용했던 가명이란 주장이 있다.

## 생애
그는 미시시피주 도즈빌 근처에서 태어난 것으로 추정된다. 미시시피주 잭슨과 랭킨군에서 토미 존슨과 활동했다. 이쉬몬 브레이시와도 활동한 것으로 추정된다. 그는 1920년대 초부터 활동했으며 찰리 패튼과 같이 연주했을 수도 있다. 다른 음악가들은 그가 인디애놀라, 리랜드, 무어헤드에서 활동했으며 리랜드 근처의 플랜테이션에서 살았을 수도 있다고 말했다. 그는 튜니카군의 튜니카에서 거주했다고 한다.
그는 사촌인 벤 와일리 베일리(Ben Wiley Bailey)와 가끔 같이 활동했으며, 벤의 배우자는 1929년 진행된 그의 세션 이전에 그와 도즈빌에서 함께 연주했다고 말했다. 리로이 윌리스(Leroy Willis)는 1920년대 중반에 그의 공연을 여러 차례 목격했으며, 드류, 룰빌, 터트윌러 근처에서 활동하던 그를 기억한다고 말했다. 또한 리로이는 그가 항상 혼자였고 터트윌러에서 많이 활동했으며 터트윌러에 있는 실버문 카페가 그가 가장 좋아하는 공연 장소였다고 언급했다. 1920년대 말(1926~28년 추정)엔 2년을 홀리노 플렌테이션에서 알프레드 데이비스가 조직한 주말 집 모임에서 활동했다. 그는 6피트가 넘는 장신이었다.
벙크 애쉬포드(Bunk Ashford)는 스케네의 마을을 돌아다니던 그를 회상했고 그가 늘 혼자서 연주했음을 암시하는 말을 했다. 또한 그가 기타를 친 후 피아노도 조금 쳤다고 말했다. 그는 토미 존슨의 친구이기도 했으며 이쉬먼 브레이시는 토미와 그가 자주 랭킨군에서 활동했다고 말했다. 토미는 이쉬먼에게 그가 아닌 자신이 “Rowdy Blues”를 만들었다고 주장했다. 그는 1920년대 중반에 찰리 패튼이 이끌던 현악단의 구성원으로 기억되기도 한다.
1960년대 고령이 된 리랜드의 거주자들은 그가 1932년부터 1945년 사이에 이곳에 있었다고 언급했다. 1932년엔 찰리 패튼과 활동하며 루비 플레이스라 불리는 곳을 자주 찾아왔다. 장례식장에서 일하는 인물은 그가 리랜드에서 공연한다는 얘기를 1950년 후반에 들었다고 밝혔다. 같은 해 스킵 제임스와 그에게 기타를 가르친 스승 헨리 스터키(Henry Stuckey)는 무어헤드의 싸구려 술집에서 그가 활동하는 것을 목격했다. 1958년에 그가 인디애놀라의 거리에서 활동한다는 걸 들었다는 사람이 있으며, 1960년엔 미시시피주 캔턴에 나타나 며칠을 공연을 했다. 이것이 그의 마지막 행적이다.

## 녹음과 추측
그는 1929년 9월 25일, 신원불명의 기타리스트와 멤피스의 피바디 호텔에서 “Mississippi Bottom Blues”와 “Rowdy Blues”를 녹음했다.
이후 키드 베일리가 윌리 브라운의 가명이라는 주장이 일어났다. 윌리 브라운과 친구였던 선 하우스, 음악학자 데이비드 에반스(David Evans)는 이 추측을 긍정했고, 윌리 영은 회의적인 태도였던 것으로 보인다. 맨디 위그햄은 서로가 서로를 모방한 것 같다고 말했으며, 엘리자베스 무어는 둘이 다른 인물이란 증언을 했다. 연구자 게일 딘 워드로우는 동일인이 아니라고 보았다.